# Nelson Ferreira
Nelson Ferreira (Interlaken, 26 de mayo de 1982) es exfutbolista portugués y entrenador, naturalizado suizo. Jugaba de volante y actualmente es Segundo Entrenador del FC Thun de la Superliga de Suiza.

## Clubes
| Club      | País  | Año       |
| --------- | ----- | --------- |
| FC Thun   | Suiza | 2001-2008 |
| FC Luzern | Suiza | 2008-2012 |
| FC Thun   | Suiza | 2012-2019 |